# Easy Breezy
Easy Breezy è il primo singolo estratto da Exodus, il primo album in lingua inglese di Utada, e rappresenta il debutto ufficiale della cantante giapponese negli Stati Uniti.

## Il brano
Easy Breezy è il singolo apripista per l'album Exodus, ed è il primo singolo di Utada ad uscire sotto l'Island Def Jam, casa discografica che si occuperà delle sue pubblicazioni occidentali fino al 2010. Da questo momento in poi tutti i titoli occidentali saranno pubblicati con il nome Utada a differenza di quelli giapponesi, pubblicati sotto il nome di Utada Hikaru.
È stato pubblicato solo ed esclusivamente per il download digitale e solo in Giappone è stato pubblicato un DVD singolo. Esiste tuttavia una versione promo del singolo, distribuito alle radio contenente una "radio edit" del brano.
La canzone è stata usata per lo spot del Nintendo DS in cui Hikaru Utada ha fatto da testimonial per quell'anno. La cover è la medesima per la versione DVD.

## Video musicale
La regia del video è di Jake Nava, e riprende Utada in diverse location, quali una piscina, una camera da letto e un'auto (più precisamente una Ferrari Dino). Il make-up fu affidato a Patrick Tumey.

## Tracce
CD
1. Easy Breezy (Radio Edit)
2. Easy Breezy (Call Out Hook)

DVD
1. Making of Easy Breezy
2. Easy Breezy (Music Video)

Download digitale
1. Easy Breezy